# Олександр Добрий
Олекса́ндр I  (ст.-укр. Александръ; бл. 1375 — 1 січня 1432) — воєвода Молдавський (1400—1432). Представник династії Мушатів. Точна дата приходу до влади невідома. Перший документ від його імені, у статусі господаря, датується 29 червня 1400 року. До 1408 року правив спільно зі своїм братом — жупаном Богданом. Прізвисько — Добрий (рум. cel Bun), Александру Мушат (рум. Alexandru I Mușat).

## Біографія
Сприяв зміцненню незалежності Молдови і організації її війська, фінансів, судочинства. Досяг певної централізації влади та підпорядкування церкви державі. За його правління почала діяти Боярська рада та заснована самостійна Сучавська митрополія. Сприяв розвиткові міст, роздаючи привілеї купцям. Успішно відстояв незалежність країни в боротьбі з кримськими татарами, поляками та угорцями.
12 березня 1402 р. підтвердив домовленості, укладені його попередниками Петру І та Романом І з Польщею і визнав її зверхність. За сприяння Олександра був укладений польсько-волосько-молдовський союз. Король Владислав II Ягайло дав Олександру ленним правом Покуття з містами Коломия та Снятин. 15 березня 1412 року між Яґайлом та Сиґізмундом І Люксембурґом був укладений Люблінський договір, що стосувався руської, подільської та молдовської земель, за яким було також вказані межі між Молдовським князівством та Угорщиною:
Ліси більші, що називаються Буковиною, від гір чи Альп угорських, між Молдовою та Шипинською землею, які тут розтягаються понад річкою Серетом аж до іншого лісу - який називають меншою Буковиною понад Прутом, мають бути поділені наполовину: так містечко Яський торг ,яке лежить зліва відійде до польського королівства, а містечко Бирлад, яке розташоване справа - до угорського королівства. Решта лісів за річкою Прут, які розтягаються прямо за дикими степами та пусткою аж до моря, мають бути наполовину розділені. Так Білгород з однією частиною землі буде належати до польського королівства, а інша частина з містом Килією - до угорського королівства.
Олександр І заклав правління Молдовою на основі візантійського права. Молдова була поділена на цінути. Два цінути: Чернівецький та Сучавський (більша частина) відійшли до Буковини та край Кимпулунг з окремим управлінням. Своє окреме управління мали також міста Сучава, Серет і Чернівці.
За його правління була заснована в Молдові православна митрополія під зверхністю Константинополя, першим митрополитом став єпископ з Білгороду-Дністровського Йосип. Резиденція митрополита знаходилася в Сучаві. В 1402 році до Сучави були перевезені мощі покровителя Буковини Св. Івана Нового з Білгороду, де він, за легендою, в 1330 р. загинув як мученик. Ця церква в наш час називається Міраузер, вона була збудована перед 1400 р. разом з княжим замком. В 1522 р. мощі Св. Івана були перенесені в новозбудовану митрополичу церкву Св. Юрія.
В сучавській митрополії Олександр Добрий заснував школу для княжих та боярських дітей, керівником школи та церковним писарем був ієромонах з Константинополя - Григорій Цамблак Митрополит Київський і всієї Руси (народився в Тирнові, Болгарія). В Сучаві він описав життя та діяння Св. Івана Нового.  Заклав одночасно з митрополією 2 єпископства: в Радівцях з монастирською церквою Св. Миколая. Його фундацією був також монастир Молдовиця, закладений в 1401 р. Пізніше (1427 р.) заклав також монастир Гумор.

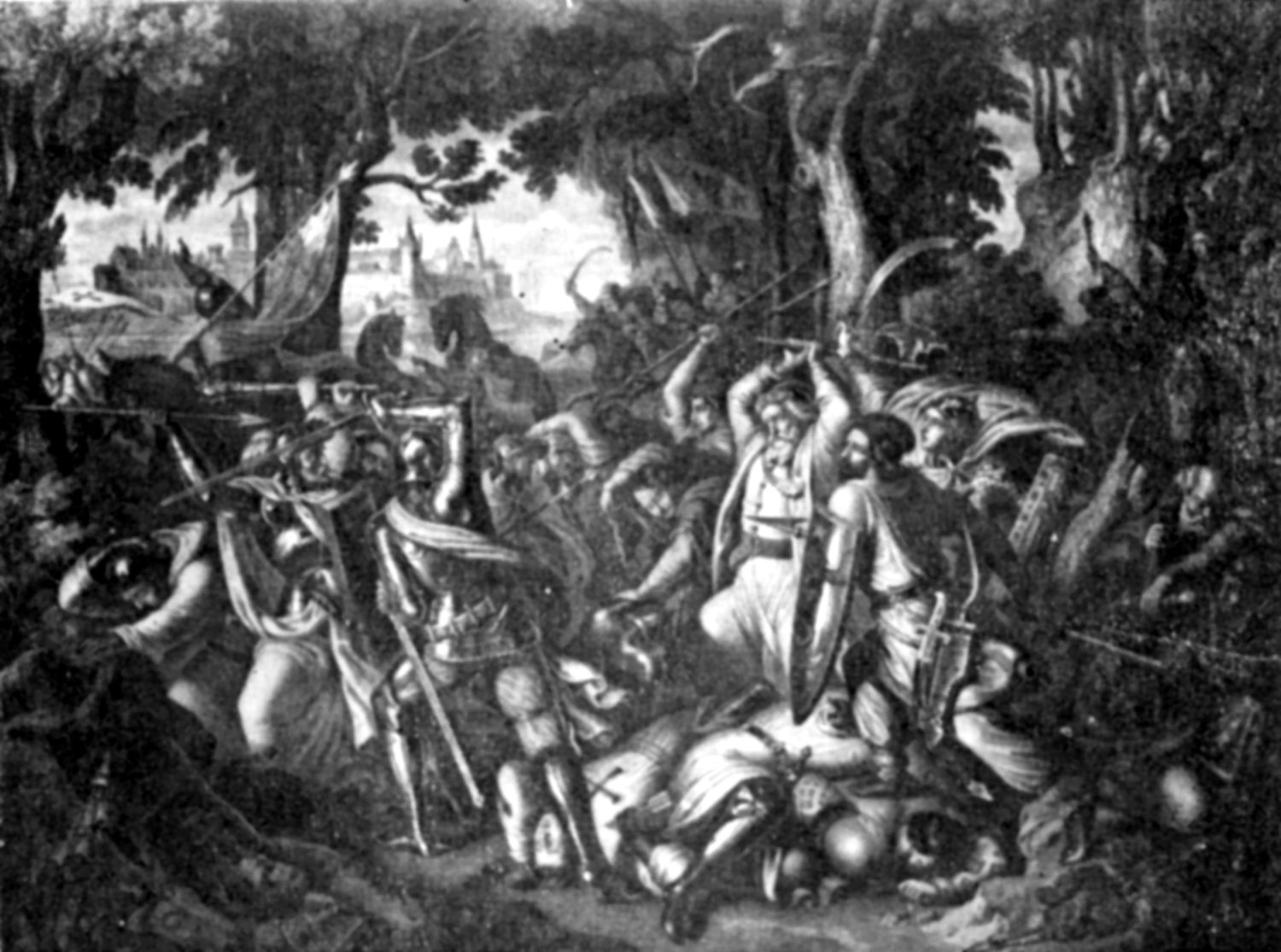
Перемога молдаван і поляків в битві при Марієнбурзі. Картина 1843 року

У 1418 році Олександр Добрий третім шлюбом одружився з Рімгайлою, сестрою литовського князя Вітовта. Однак шлюб тривав недовго і у 1421 році він полишив дружину. В помсту Вітовт публічно пообіцяв помститися недавньому родичу за таку образу. Його підтримав головний союзник, король Угорщини та Чехії Сигізмунд Люксембурзький. Дуже скоро відповідний привід для помсти представився: це було зіткнення польського короля Владислава II Ягайла з тевтонськими лицарями (Голубська війна), прихильником яких був Сигізмунд. Хоча відносини молдавського господаря з Владиславом були дуже напруженими, Олександр Добрий розумів, що посварившись з таким грізним ворогом, як Сигізмунд, він повинен мати хоч одного союзника, нехай навіть такого ненадійного, як король Польщі. Тому він висловив готовність підтримати свого формального сюзерена і послав на допомогу Польщі 400 молдавських лучників.
У 1410 та 1414 роках військо Олександра було з королем Владиславом під Марієнбурґом. 1422 році він відправив війська на допомогу полякам, які брали участь в битві під Мальборком у війні з тевтонцями. Весною 1426 року польсько-молдовське військо стояло два місяці табором під Браїловом в очікуванні Сиґізмунда І. Під час цього військо знялося з табором, однак, коли весною 1427 року Сиґізмунд І розпочав війну з турками, молдовські війська в ній участі не взяли. Сиґізмунд І розцінив це як порушення Люблінського договору і в лютому 1429 року Луцьку почав вимагати усунення Олександра з престолу і поділу Молдови. Після цієї звістки Олександру розбив на Покутті польське військо. Він уклав тоді союз з Свидригайлом. Того ж року надав гуситам з Угорщини право оселятися в межах своїх володінь. У 1431 році особливим рішенням він взяв гуситів під свій особистий захист.
1432 року війська Олександр І, які спустошували Поділля та Галичину, були розбиті загонами під проводом шляхетської родини Бучацьких Незабаром після цього Олександр Добрий помер від отриманої в боях рани.
Для розвитку торгівлі запросив на поселення в Сучаву вихідців з Арарату - вірмен. Через Сучаву проходили торгові шляхи зі Львова на Браїлів та Килію, через Серет, Чернівці, Берлад.
Ілля I (Іляшко) - найстарший син Анни та Олександра - успадкував Молдовську землю від батька, став єдиним господарем після його смерті. 
Штефан II (Стецько) - син Рімгайли (сестри Вітовта), підтримуваний Яґайлом, захопив владу: Ілля I був ув'язнений у Сілезькому замку, де утримувався до смерті Яґайла. 
Грудень 1433 - після смерті Олександра Доброго були врегульовані кордони між землями Владислава II та Штефана II. Покуття відійшло до Польщі. Шепинська земля між Прутом і Дністром з замками Хмелів та Цецун - до Молдови. Село Вашківці на Черемоші відійшли до Молдови, а Замостя і Вілавці - до Польщі. Ліс, який звідти простягався (Буковина), залишався за Молдовою.
1435 році після смерті Яґайла до влади прийшов Владислав III Варненчик. В цей час відбувся поділ Молдови на вищу та нижчу, між Іллею I та Штефаном II. Ілля І отримав вищу Волощину чи власне Молдову з Сучавою, Хотином і Ясами. Штефан II отримав нижню частину «в державу», яку часом  звали Басарабією, разом з містами Кілія, Білгород, Тягинь, Василів, Бирлад. 1436 р. Ілля I склав присягу на вірність польському королю в Львові та зобов'язався виплачувати щорічну данину, йому був наданий також Галицький замок. Польща залишила за собою Шипинську землю з замками Хотин, Хмелів, Цецун в рахунок  відшкодування збитків, завданих Покуттю під час нападу Олександра І (у 1437 році замки Хмелів та Хотин були повернені Іллі I). Штефан II повинен був виплачувати щорічно 5000 червоних злотих.
З часів Олександра І Доброго на території Молдови використовувалася в грамотах та в церковній літературі слов'янська мова.

## Титул

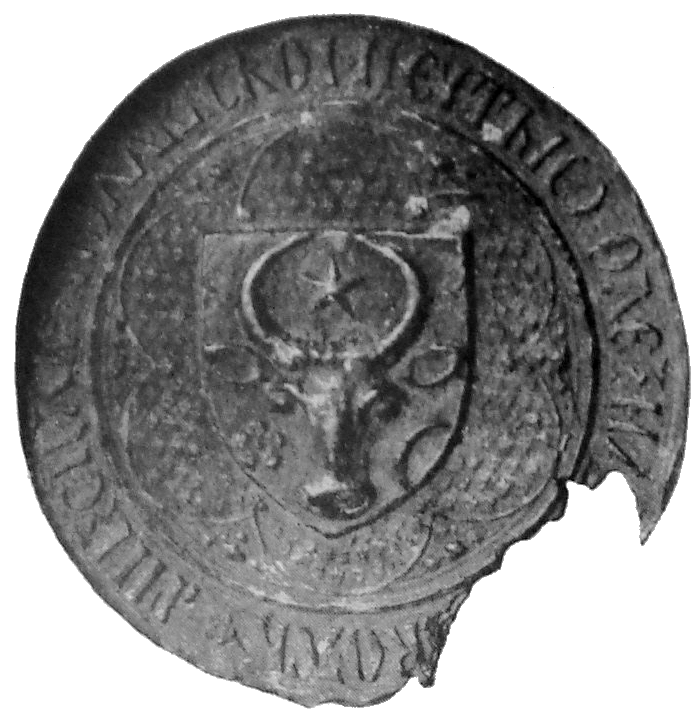
Печатка Олександра з гербом Молдавії.

- 1407, жовтень: ст.-укр. Милостью Божьею, мы Александръ воевода, господарь земли Молдавскои[5].
- З печатки: церк.-слов. печть Iω. Олеѯндр. воевод. г[оспод]ин. землѣ Молдавскоі[6]

## Сім'я
Був одружений 4 рази.
Перша дружина Анна Подільська (Мушат) (пом. 1418).Діти:
- Ілля I , одружений з Марією Гольшанською (Манька) мав дітей:
  - Роман II, молдовський господар
  - Александру II, молдовський господар
- Василіса , дружина Влада II Дракул
  - Влад III Дракула

Одружився із сестрою Вітовта Рімґайлою після смерті дружини Анни, 1421 році розлучився та надав їй у пожиттєве володіння  місто Серет та село Воловець (біля Радівців) і, призначив щорічну пенсію (600 угорських дукатів).
- Александру І + Кинґерда
  - Штефан II, воєвода Молдавський

## Галерея

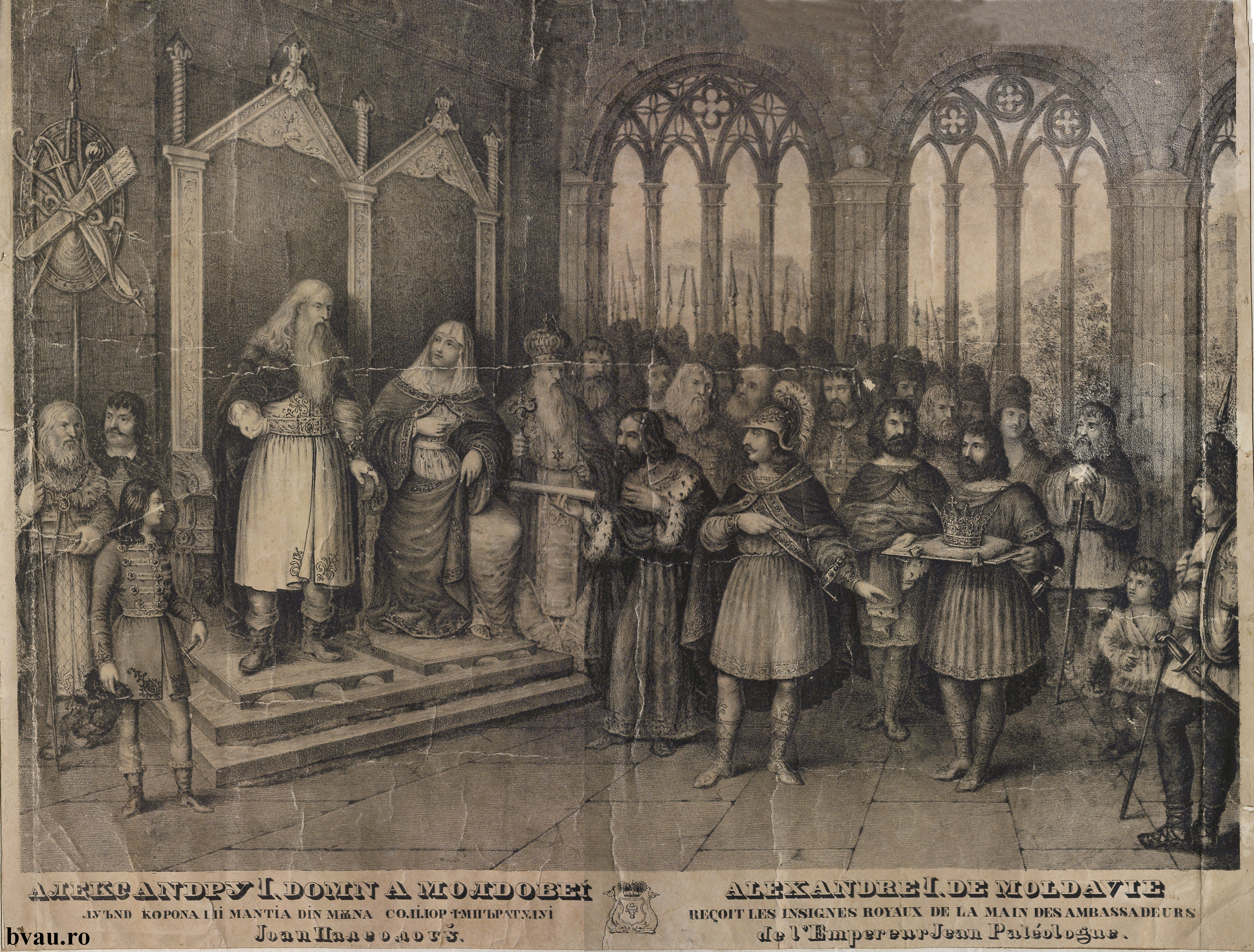
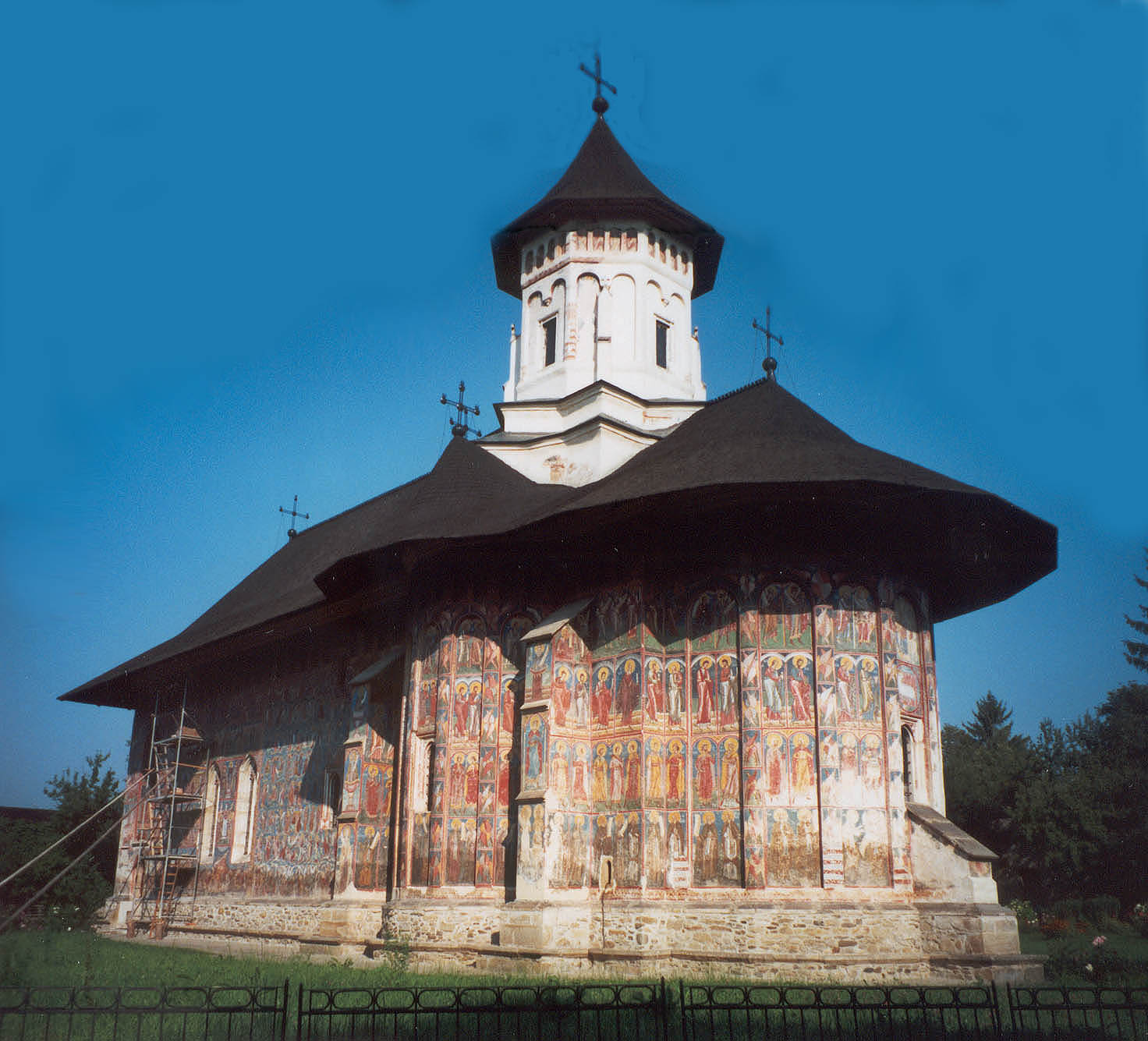
Монастир Молдовиця
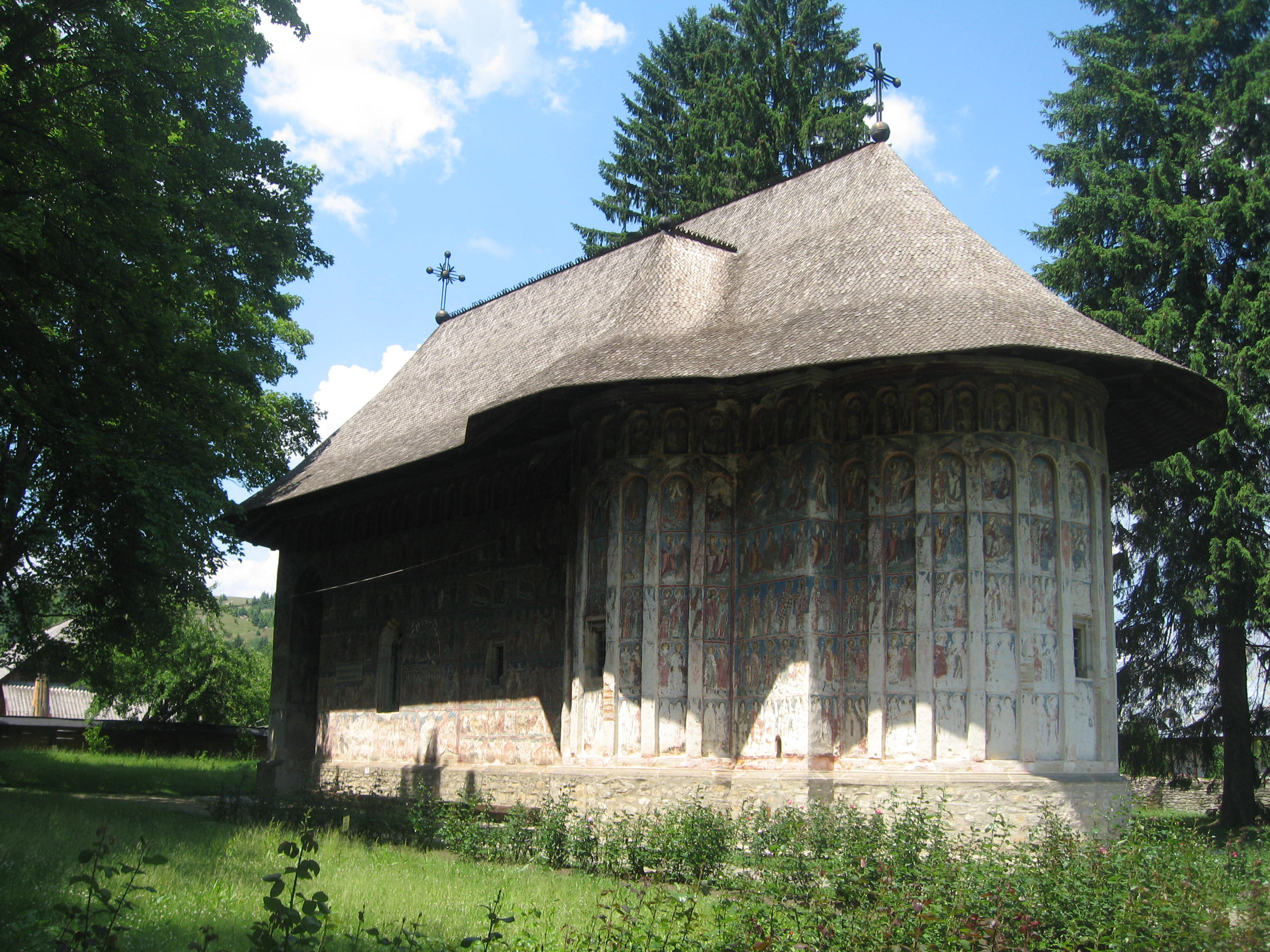
Монастир Гумор
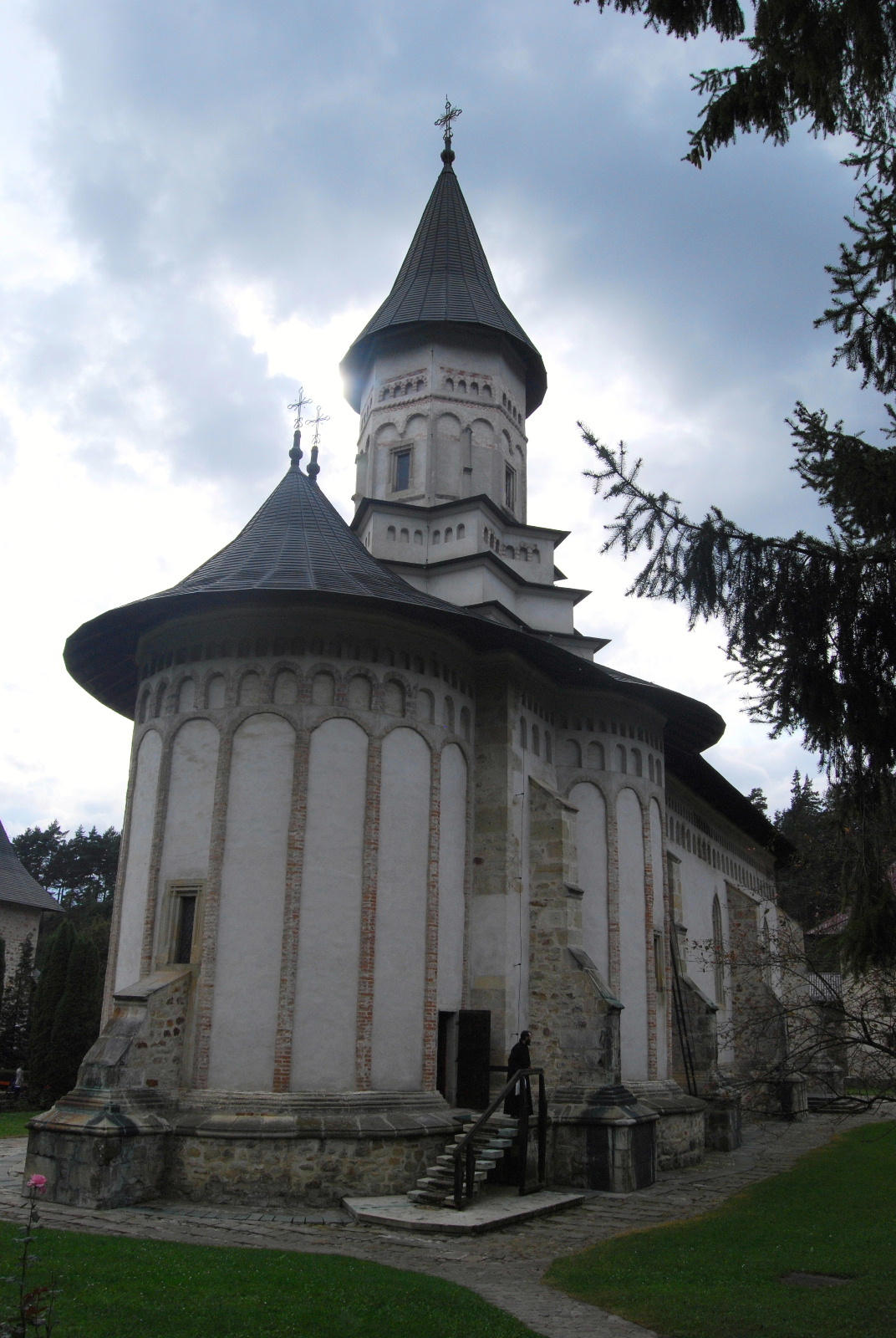
Монастир Бистриця

### Словники
- Огуй О.Д. Олександр Добрий [Архівовано 19 жовтня 2016 у Wayback Machine.] // Енциклопедія історії України : у 10 т. / редкол.: В. А. Смолій (голова) та ін. ; Інститут історії України НАН України. — К. : Наукова думка, 2010. — Т. 7 : Мл — О. — С. 571. — ISBN 978-966-00-1061-1.
- Советская историческая энциклопедия, Москва, 1961 (рос.)
- Австрійсько-угорська монархія, Відень 1899., ст. 70-71